# Аояма (кладбище)
Кладбище Аояма (яп. 青山霊園) — первое муниципальное кладбище в квартале Аояма специального района Минато в Токио, в Японии.
Кладбище известно также своими насаждениями сакуры, во время ханами привлекающими десятки тысяч японских и иностранных посетителей.

## История
Кладбище было открыто для захоронений в 1874 году, став первым (из девяти) муниципальных кладбищ в Токио.
С конца XIX века, с периода Мэйдзи, кладбище стало главным некрополем для погребения иностранных граждан, приехавших в страну в рамках политики Японии по модернизации. В 2005 году ряд могил оказались под угрозой уничтожения из-за задолженности по ежегодному обслуживанию. В 2007 году сектор кладбища, где погребены иностранцы, был законодательно защищён.
В настоящее время площадь кладбища составляет 263 564 квадратных метров. Место для захоронения на кладбище может стоить более 100 тысяч долларов.

## Мемориальные захоронения

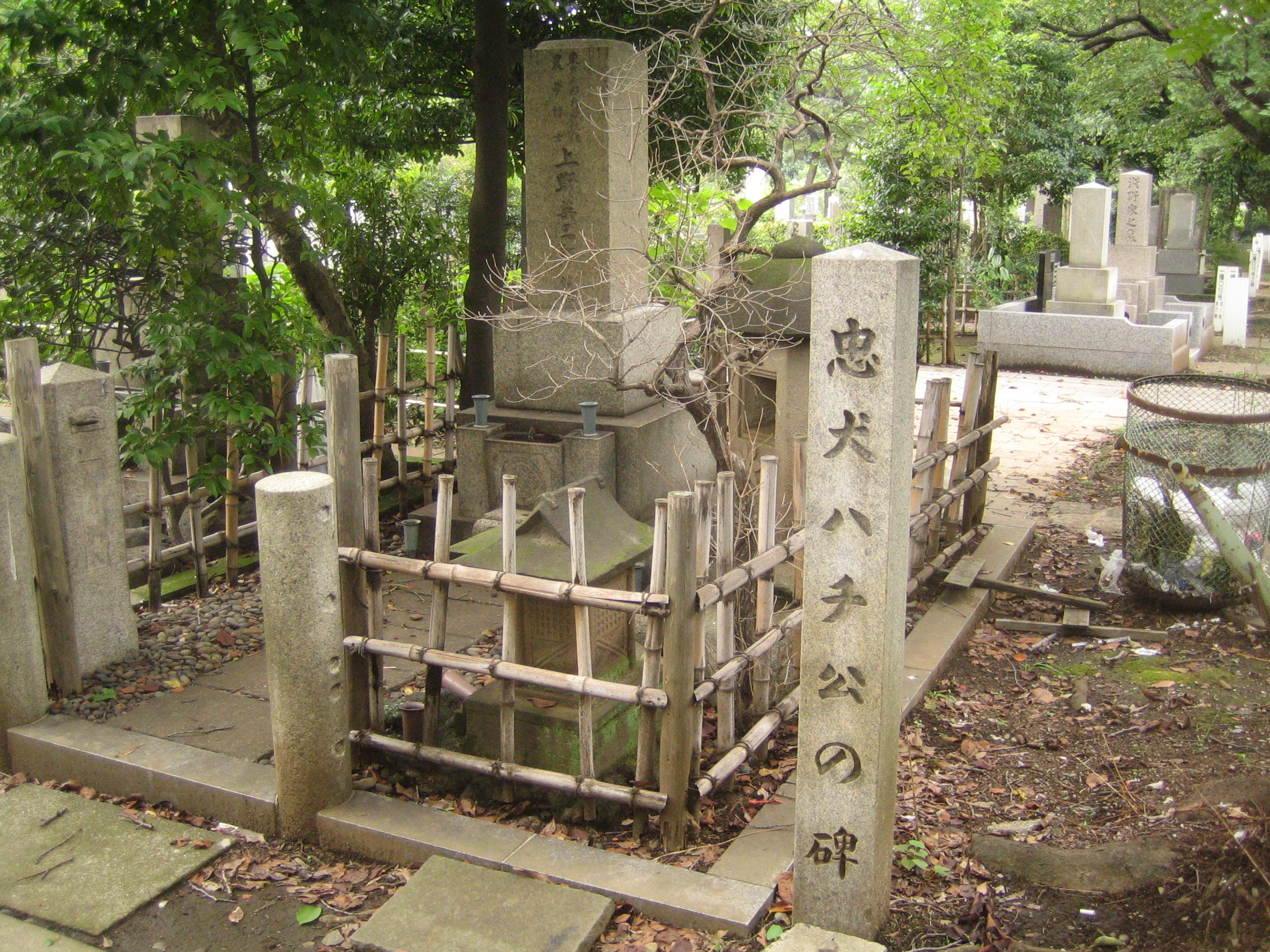
Могила Хатико

Одним из самых необычных и чрезвычайно почитаемых захоронений является могила пса породы акита-ину по кличке Хатико (1923—1935). Пёс стал в Японии символом верности и преданности.
захоронения японцев
- Акияма Санэюки (1868—1918) — японский военный деятель.
- Гото Сёдзиро (1838—1897) — японский государственный и политический деятель.
- Ёсида, Сигэру (1878—1967) — пятикратный премьер-министр Японии.
- Кимура, Хэйтаро (1888—1948) — генерал японской императорской армии.
- Кита, Икки (1883—1937) — японский писатель, политический философ[2].
- Китасато Сибасабуро (1853—1931) — японский врач и бактериолог.
- Нагата Тэцудзан (1884—1935) — японский политический и военный деятель.
- Ниси, Такэити (1902—1945) — армейский офицер, олимпийский чемпион.
- Ноги Марэсукэ (1849—1912) — генерал, третий генерал-губернатор Тайваня.
- Окубо Тосимити (1830—1878) — японский политик, самурай из княжества Сацума.
- Осати Хамагути (1870—1931) — премьер-министр Японии.
- Савабэ, Павел (1834—1913) — православный священнослужитель, миссионер[3].
- Сагара Содзо (1839—1868) — самурай конца периода Эдо, командир Сэкихотая.
- Сига, Наоя (1883—1971) — японский автор рассказов, романист.
- Того, Сигэнори (1882—1950) — японский политик.
- Ямагути, Отоя (1943—1960) — японский студент и политический активист.

захоронения иностранцев
- Бёртон, Уильям Киннинмонд (1856—1899) — британский инженер и фотограф.
- Бринкли, Фрэнсис[англ.] (1841—1912) — издатель, редактор.
- Кьоссоне, Эдоардо (1833—1898) — итальянский график и художник.
- Осуф, Пьер-Мари (1829—1906) — католический прелат, миссионер.